# Premios Berlanga
Los Premios Lola Gaos (hasta 2021, Premios del Audiovisual Valenciano; en 2022 y 2023 Premios Berlanga), son los galardones otorgados anualmente por la Academia Valenciana del Audiovisual, con la finalidad de premiar a los mejores profesionales en cada una de las especialidades del audiovisual valenciano.  
En las ediciones de 2022 y 2023 se denominaron Premios Berlanga en homenaje al director de cine Luis García Berlanga. A partir de 2025 tienen el nombre de Premios Lola Gaos en honor a la actriz Lola Gaos. 

## Historia
Impulsados por la Conselleria de Cultura de la Comunidad Valenciana, los premios fueron entregados por primera vez en 2018 por el Instituto Valenciano de Cultura y la Academia Valenciana del Audiovisual, bajo el nombre de Premios del Audiovisual Valenciano. El acto fue retransmitido por la cadena autonómica À Punt. 
Se convocan anualmente y la sede de la gala ha cambiado en varias ocasiones. La primera se celebró en el Teatro Principal de Alicante, el 16 de noviembre de 2018, con un total de 17 categorías, un premio de honor y un premio otorgado por la Academia. En su segunda edición, celebrada en el Auditorio de Castellón, se ampliaron las categorías a 23 con premios también para series de televisión, webseries y videojuegos.
Los trofeos consisten en una escultura abstracta que mezcla piedra y metacrilato diseñada por la artista Inma Femenía.
En 2021 y con motivo del centenario del nacimiento de Luis García Berlanga, la Consejería de Cultura acordó cambiar la denominación de los premios a Premios Berlanga a partir de la 4ª edición para rendir homenaje al cineasta valenciano. Las Empresas Audiovisuales Valencianas Federadas (EAVF), que ya habían registrado el nombre de Premios Berlanga en 2008, cedieron los derechos de denominación.
En la edición de 2023, la sexta, se añadieron dos nuevas categorías: el de Mejor Largometraje Jurado Joven y el de Mejor Canción original.
En 2025 los premios cambiaron de nombre tras perder la cesión de derechos de la denominación Premios Berlanga y pasaron a llamarse Premios Lola Gaos en honor a la actriz valenciana Lola Gaos.

## Categorías[6]
- Mejor largometraje de ficción
- Mejor largometraje documental
- Mejor largometraje de animación
- Mejor dirección
- Mejor guion original / guion adaptado
- Mejor música original
- Mejor actor protagonista
- Mejor actriz protagonista
- Mejor actor de reparto
- Mejor actriz de reparto
- Mejor montaje y postproducción
- Mejor dirección de fotografía e iluminación
- Mejor dirección artística
- Mejor dirección de producción
- Mejor sonido
- Mejor vestuario
- Mejor maquillaje y peluquería
- Mejor cortometraje de ficción
- Mejor cortometraje documental
- Mejor cortometraje de animación
- Mejor serie de ficción
- Mejor serie de animación
- Mejor serie documental
- Mejor videojuego

## Ceremonias
| Edición | Fecha                   | Localización                                | Anfitrión    | Mejor Largometraje de Ficción | Retransmisión | Referencias  |
| ------- | ----------------------- | ------------------------------------------- | ------------ | ----------------------------- | ------------- | ------------ |
| 1.ª     | 16 de noviembre de 2018 | Teatro Principal, Alicante                  | Maria Juan   | El desentierro                | À Punt        | [ 7 ]        |
| 2.ª     | 22 de noviembre de 2019 | Auditorio y Palacio de Congresos, Castellón | Maria Juan   | Vivir dos veces               | À Punt        | [ 8 ]        |
| 3.ª     | 22 de noviembre de 2020 | Palacio de las Artes Reina Sofía, Valencia  | Nuria Roca   | La mort de Guillem            | À Punt        | [ 9 ] [ 10 ] |
| 4.ª     | 4 de diciembre de 2021  | Teatro Principal, Alicante                  | Pere Aznar   | Espíritu Sagrado              | À Punt        | [ 11 ]       |
| 5.ª     | 12 de noviembre de 2022 | Auditorio y Palacio de Congresos, Castellón | Maria Juan   | Vasil                         | À Punt        | [ 12 ]       |
| 6.ª     | 11 de noviembre de 2023 | Palacio de las Artes Reina Sofía, Valencia  | Mireia Pérez | Kepler Sexto B                | À Punt        | [ 13 ]       |
| 7.ª     | 1 de febrero de 2025    | Palau de la Música, Valencia                | -            | La casa                       | -             | [ 14 ]       |